# Sielsowiet Jaromina
Sielsowiet Jaromina (biał. Яромінскі сельсавет, ros. Ерёминский сельсовет) – sielsowiet na Białorusi, w obwodzie homelskim, w rejonie homelskim, z siedzibą w Jarominie.

## Demografia
Według spisu z 2009 sielsowiet Jaromina zamieszkiwało 6934 osób, w tym 6382 Białorusinów (92,04%), 372 Rosjan (5,36%), 122 Ukraińców (1,76%), 8 Romów (0,12%), 5 Tatarów (0,07%), 3 Polaków (0,04%), 19 osób innych narodowości i 23 osoby, które nie podały żadnej narodowości.

## Geografia i transport
Sielsowiet położony jest w północnej części rejonu homelskiego. Od południa graniczy z Homlem. Graniczy także z eksklawą Homla Kasciukouką. Przebiegają przez niego linia kolejowa Homel – Żłobin – Mińsk oraz droga magistralna M8.

## Miejscowości
- agromiasteczko:
  - Jaromina
- wieś:
  - Kasciukouka
- osiedla:
  - Bardzina
  - Klimauski
  - Wiszanski